# أندريا بانغ
أندريا بانغ هي ممثلة كندية، ولدت في 2 مايو 1989 في برنابي في كندا.

## أعمال

### أفلام
- لوس

## وصلات خارجية
- الموقع الرسمي
- أندريا بانغ على موقع IMDb (الإنجليزية)
- أندريا بانغ على موقع قاعدة بيانات الفيلم (الإنجليزية)